# Салинас, Франсиско де
Франсиско де Сали́нас (исп. Francisco de Salinas) (1 марта 1513 года, Бургос — 13 января 1590 года, Саламанка) — испанский теоретик музыки и органист.

## Очерк биографии
Потерял зрение в 10-летнем возрасте. Из обеспеченной семьи императорского казначея. Изучал классические языки, философию и риторику в университете Саламанки. Около 1537 г. поступил на службу к архиепископу Сантьяго-де-Компостелы Педро Сармьенто (Pedro Gómez Sarmiento de Villandrando; в 1538 был избран кардиналом). Сопровождая его в Италии, изучал там по рукописям древнегреческие и древнеримские трактаты о музыке. В 1553—58 служил органистом при дворе вице-короля в Неаполе. С 1559 жил в Испании, работал в кафедральных соборах Сигуэнсы и Леона органистом, с 1567 также преподавал музыкально-теоретические дисциплины в университете Саламанки.
Автор трактата «Семь книг о музыке» (De musica libri septem), опубликованного в Саламанке в 1577 году. Книги 2—4 посвящены всему, что связано со звуковысотностью — интервалы, роды мелоса, деление монохорда, лады и др. В интервалике признавал обе терции и сексты консонансами, толкуя их как простые числовые отношения в чистом строе. Хроматический тетрахорд греков предлагал весь заполнить полутонами, а энармонический — микроинтервалами (таким образом, установил понимание этих интервальных родов в современном смысле).

## Учение о ритме и метре
Основными источниками (античной) метроритмической теории Салинаса, развитой
в 5, 6, 7 книгах трактата, послужили
Аристид Квинтилиан, Августин Блаженный («О музыке»), Теренциан Мавр
и Марий Викторин («Грамматика»).
Проводя различие между ритмом и метром, Салинас говорит, что
метр относится к ритму, как лад к конкретному напеву (VI.1). Стих же,
по его словам, так относится к метру и ритму, как род мелоса
и гармония относятся к хроме и диатону (VII.1). Метр всегда содержит
заданное количество стоп, в то время как ритм объединяет
неопределённое их количество (и ритм и метр представляются как
сочетания долгих и кратких длительностей). Различные
метры Салинас иллюстрирует примерами из народных песен (более 50),
одно цитирование которых уже представляет чрезвычайную ценность.
В попытке экстраполировать античную метрику на поэзию своего времени
Салинас неизбежно подменяет квантитативную трактовку стопы
(чередование долгих и кратких слогов), природную
для античного стиха, квалитативной (чередование ударных и безударных
слогов), присущей новоевропейскому силлабо-тоническому стиху.
В методологии музыкальной науки, в отличие от Боэция и пифагорейцев (утверждавших примат разума над чувством), призывал поверять математические выводы (например, о том, что́ считать консонансом, а что́ диссонансом) слухом и музыкальным опытом.

## Рецепция
Обширный трактат о музыке Салинаса не переиздавался в наше время
(ни в виде факсимиле, ни в виде критической современной редакции). Переведён
только на испанский язык. Полностью текст трактата опубликован в онлайне,
в рамках проекта Thesaurus musicarum Latinarum:
Liber I, 
Liber II, 
Liber III, 
Liber IV, 
Liber V, 
Liber VI, 
Liber VII.
Оду Салинасу посвятил Луис де Леон.